# Dead Can Dance (album)
Dead Can Dance è il primo album in studio del gruppo musicale australiano omonimo, pubblicato il 27 febbraio 1984 dalla 4AD.

## Tracce
Testi e musiche dei Dead Can Dance.
Lato A
1. The Fatal Impact – 3:21
2. The Trial – 3:43
3. Frontier – 3:13
4. Fortune – 3:47
5. Ocean – 3:21

Lato B
1. East of Eden – 3:23
2. Threshold – 3:34
3. A Passage in Time – 4:03
4. Wild in the Woods – 3:46
5. Musica Eternal – 3:51

Garden of the Arcane Delights – tracce bonus nella riedizione CD
1. Carnival of Light – 3:31
2. In Power We Entrust the Love Advocated – 4:11
3. The Arcane – 3:49
4. Flowers of the Sea – 3:28

## Formazione
Crediti tratti dalla riedizione del 2008.
Gruppo
- Brendan Perry – voce, strumentazione
- Lisa Gerrard – voce, strumentazione
- James Pinker – strumentazione
- Scott Roger – strumentazione
- Peter Ulrich – strumentazione

Produzione
- Dead Can Dance – produzione
- John Fryer – ingegneria del suono